# ННКН
«ННКН» («Нет никого́ кру́че нас») — дебютный студийный альбом российской певицы Мари Краймбрери, выпущенный 7 апреля 2017 на лейбле Rebel Age (с 10 марта 2022 — Velvet Music).

## История
7 апреля 2017 года был презентован альбом «ННКН» на лейбле Rebel Age. 26 февраля 2022 года альбом по неизвестным причинам был удалён со всех музыкальных площадок. 10 марта 2022 года был восстановлен, однако уже на лейбле Velvet Music.

## Видеоклипы
Всего было выпущено три видеоклипа на песни «Полюби меня пьяную», «Он тоже любит дым», «Давай навсегда». Режиссёром всех трёх клипов стал Serghey Grey.

## Критика
Алексей Мажаев, рецензент интернет-издания InterMedia, пишет, что альбом «ННКН» он порекомендовал бы всем любителям русскоязычного урбан-попа, подуставшим от Бьянки.

Есть ощущение, что Мари Краймбрери нашла своеобразное «золотое сечение» в жанре, который в своей русскоязычной версии впадал то в пошлость, то в пародийность (стразики и чики), то в прямое подражательство зарубежным аналогам. Мари с завидной лёгкостью обходит все эти подводные камни: песни с дебютного альбома — мелодичные и запоминающиеся, понятные, но неглупые, модные, но не настолько, что слушать не станешь. Заодно певица даёт ненавязчивый мастер-класс на тему «Как сделать поп-песню под названием „Полюби меня пьяную“ непошлой». Мари не чужда молодёжному сленгу («Девочка, чё ты делаешь»), но ещё более убедительна в нежнейшей лирике («Давай навсегда»). Стоит также обратить внимание на треки «Боже, а я уехала», «Кеды, капюшон», «Видишь, какая я» и «Меняй меня».
— Алексей Мажаев

## Список композиций
| №                   | Название                  | Длительность |
| ------------------- | ------------------------- | ------------ |
| 1.                  | «ННКН»                    | 3:04         |
| 2.                  | «Нравлюсь ли я ему»       | 2:56         |
| 3.                  | «Полюби меня пьяную»      | 3:04         |
| 4.                  | «Он тоже любит дым»       | 2:58         |
| 5.                  | «Девочка, чё ты делаешь?» | 3:20         |
| 6.                  | «Кроет»                   | 3:46         |
| 7.                  | «Боже, а я уехала»        | 3:04         |
| 8.                  | «Кеды, капюшон»           | 3:43         |
| 9.                  | «Видишь, какая я»         | 3:29         |
| 10.                 | «Пока в городе пробки»    | 3:22         |
| 11.                 | «Давай навсегда»          | 3:50         |
| 12.                 | «Вызови такси»            | 3:11         |
| 13.                 | «Меняй меня»              | 2:44         |
| Общая длительность: | Общая длительность:       | 42:31        |

## Версии и ремиксы

### Полюби меня пьяную
| №                   | Название                                                | Длительность |
| ------------------- | ------------------------------------------------------- | ------------ |
| 1.                  | «Полюби меня пьяную (Show2man Extended Club Remix)»     | 4:06         |
| 2.                  | «Полюби меня пьяную (Show2man Radio Remix)»             | 3:02         |
| 3.                  | «Полюби меня пьяную (F2ckoffCovid Extended Club Remix)» | 4:21         |
| 4.                  | «Полюби меня пьяную (F2ckoffCovid Radio Remix)»         | 2:55         |
| Общая длительность: | Общая длительность:                                     | 14:24        |

### Он тоже любит дым
| №  | Название                             | Длительность |
| -- | ------------------------------------ | ------------ |
| 1. | «Он тоже любит дым (M.Hustler Edit)» | 2:39         |

### Давай навсегда
| №                   | Название                                          | Длительность |
| ------------------- | ------------------------------------------------- | ------------ |
| 1.                  | «Давай навсегда (Show2man Extended Club Remix)»   | 4:35         |
| 2.                  | «Давай навсегда (Show2man Radio Remix)»           | 3:33         |
| 3.                  | «Давай навсегда (NotForever Extended Club Remix)» | 4:18         |
| 4.                  | «Давай навсегда (NotForever Radio Remix)»         | 3:18         |
| Общая длительность: | Общая длительность:                               | 15:44        |

## Чарты
| Чарт (2017)     | Высшая позиция |
| --------------- | -------------- |
| Россия (iTunes) | 10             |